# 大和郡山市コミュニティバス

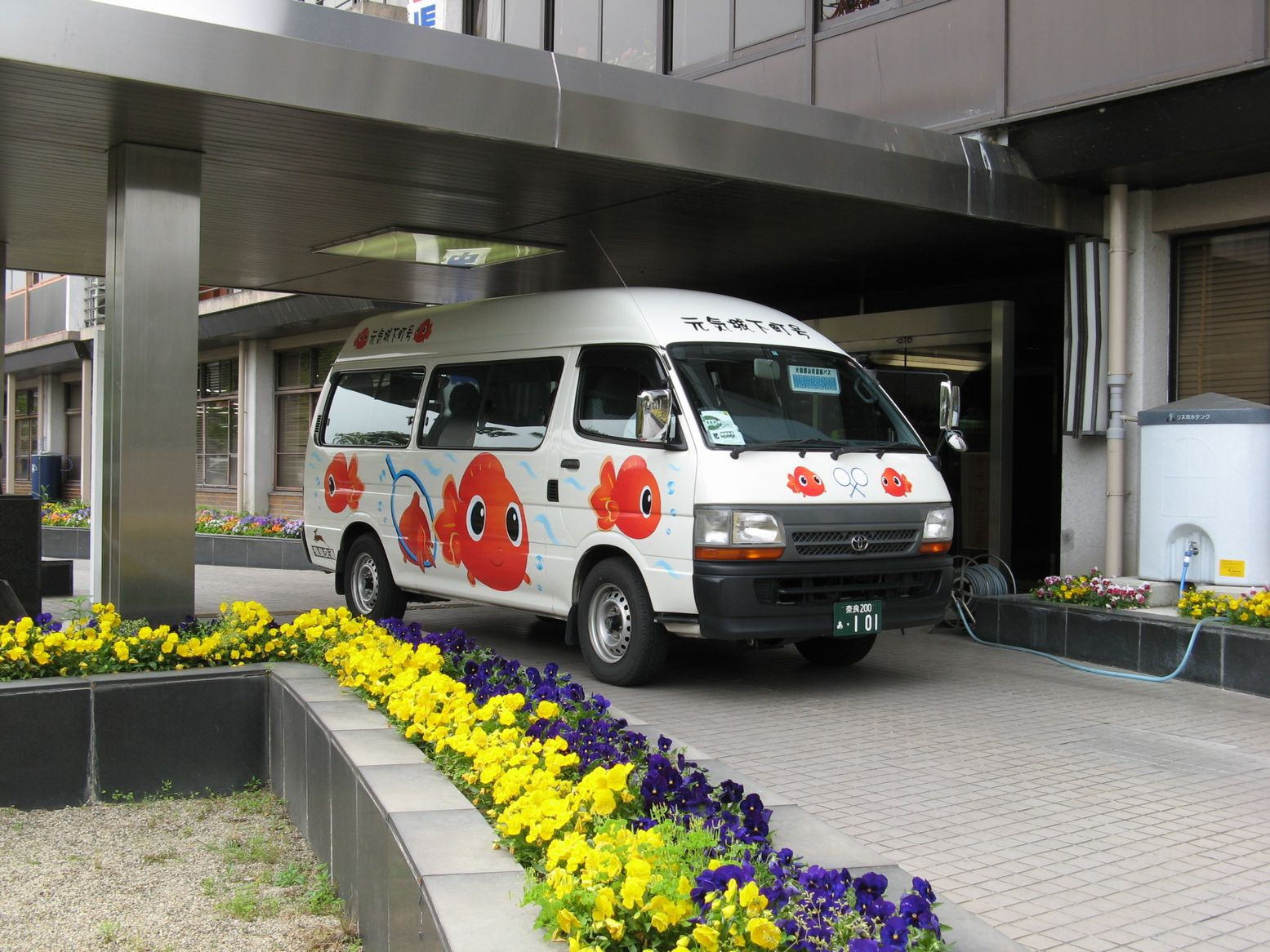
元気城下町号の車両（大和郡山市役所前）

大和郡山市コミュニティバス（やまとこおりやましコミュニティバス）、奈良県大和郡山市が運行するコミュニティバス。元気城下町号、元気治道号、元気平和号の3路線が運行されている。奈良交通に運行委託している（実際の運行はエヌシーバス）。

## 概要
- 運賃は大人100円、小学生50円。未就学児および身体障害者等は無料。
- 土曜・日祝日および年末年始（12月29日 - 1月3日）は運休する。

## 元気城下町号
2004年（平成16年）4月1日から運行開始した。大和郡山市の名産である金魚のイラストが大きく描かれている。

### 路線
- 老人福祉センター→やまと郡山城ホール→近鉄郡山駅→大和郡山市役所→やまと郡山城ホール→ハローワーク前→箱本館紺屋→JR郡山駅西口→さんて郡山→JR郡山駅東口→平和団地前→平和橋→JR郡山駅東口→さんて郡山→JR郡山駅西口→郡山八幡神社→近鉄郡山駅→老人福祉センター
- 最終便は平和橋止めで運転する。

## 元気治道号
2008年（平成20年）2月1日より奈良交通所有の小型バスで運行開始し、同年6月25日の改正で経路変更と小型バスからワゴン車に車両変更した。
2009年（平成21年）4月1日改正からトドロキボウルとオークワ大和郡山筒井北店経由に経路変更した。

### 路線
- 横田町社会教育会館→トドロキボウル前→オークワ筒井店→さんて郡山→JR郡山駅東口→郡山八幡神社→市役所→近鉄郡山駅
- 近鉄郡山駅→市役所→やまと郡山城ホール→柳町→JR郡山駅東口→さんて郡山→オークワ筒井店→トドロキボウル前→横田町社会教育会館

## 元気平和号
2008年（平成20年）2月1日より奈良交通所有の小型バスで運行開始し、同年6月25日の改正で経路変更と小型バスからワゴン車に車両変更した。

### 路線
- 県営住宅稗田団地 - 郡山ニュータウン北 - シャープ前 - 平和団地前 - JR郡山駅東口 - 九条公園前 - 近鉄九条駅 - やまと郡山城ホール - 市役所 - 近鉄郡山駅